# Saint-Fons
 Saint-Fons  es una población y comuna francesa de la Metrópoli de Lyon en la región de Auvernia-Ródano-Alpes. Pertenece a la aglomeración urbana de Lyon.

## Demografía
| ... | ... | ... | ... | ... | ... | ... | ... | ... | ... | ... | ... | ... | ... | ... | 4 060 | 4 160 | 4 982 | 5 325 | 6 018 | 7 248 | 9 362 | 10 660 | 10 443 | 10 607 | 11 100 | 13 067 | 15 096 | 17 144 | 15 291 | 15 735 | 15 671 | 16 964 | 17 584 |
| Para los censos de 1962 a 1999 la población legal corresponde a la población sin duplicidades (Fuente: INSEE [Consultar]) |     |     |     |     |     |     |     |     |     |     |     |     |     |     |       |       |       |       |       |       |       |        |        |        |        |        |        |        |        |        |        |        |        |